# Angel Dust (álbum de Faith No More)
Angel Dust es el cuarto álbum de estudio de la banda estadounidense Faith No More y el segundo con el vocalista Mike Patton, así como el último con el guitarrista Jim Martin, lanzado en 1992. A pesar de ser el segundo disco con Mike Patton, es el primero en el que ayuda en la composición de las canciones, ya que en The Real Thing todo había sido compuesto previamente por los demás integrantes de la banda, además el disco supone un cambio en cuanto a su antecesor, siendo el primer disco en el que Patton tuvo influencia en el sonido de la banda, enfocándose en desarrollos instrumentales más complejos y experimentales y letras más sarcásticas y teñidas de humor negro, mezclando su sonido con melodías pop y rock progresivo e incluso incorporando elementos del noise y el uso de samples. El disco incluye entre sus temas la versión "Midnight Cowboy" compuesto por John Barry para la película del mismo nombre.
Es el disco de Faith No More que más ha vendido fuera de los Estados Unidos. El álbum -y gira posterior- tuvieron gran éxito en Europa, donde llegó a ser disco de platino por la venta de más de un millón de copias. Y en Australia fue disco de oro por superar las 35.000 copias vendidas. Se estima que las ventas totales alcanzaron los tres millones de discos vendidos.

## Antecedentes
Seguido del éxito de su anterior álbum, The Real Thing y su posterior gira, Faith No More se tomó un descanso por cerca de un año antes de comenzar a trabajar en su siguiente disco, Angel Dust. Durante este tiempo, Mike Patton volvió a trabajar con Mr. Bungle en su disco debut homónimo. La banda decidió no "jugar a lo seguro" y no volver a hacer algo como su disco antecesor y fueron en otra dirección musical, algo que no le gustó a Jim Martin, quien tampoco estaba de acuerdo con el título del disco, el cual Roddy Bottum eligió. En una entrevista tomada mientras estaban en el estudio dijo "Roddy quería llamarlo Angel Dust, no sé por qué, sólo quiero que sepas que si es llamado Angel Dust, no tiene nada que ver conmigo". Roddy dijo que eligió el nombre porque "resume lo que han hecho perfectamente". "Es un nombre muy bonito para una realidad espantosa de drogas (fenciclidina) y eso debería hacer a la gente pensar". La portada fue descrita de similar forma, que en el frente representa una suave garza, en un fondo azul aerógrafo, fotografiado por Werner Krutein y la parte posterior por Mark Burnstein, con la cabeza de una vaca colgando entre pollos desplumados y decapitados. Mike Bordin y Billy Gould dijeron que no se basa en sentimientos vegetarianos, sino que en un reflejo de la música y su equilibrio de ser "muy agresiva e inquietante y luego muy calma". "Lo hermoso con lo enfermo".

## Recepción
Las reseñas del disco fueron favorables. Un crítico escribió que el álbum es "uno de los discos más complejos y confusos jamás lanzado por un gran sello", así mismo, otro lo llamó "El seguimiento menos comercial de un disco exitoso jamás visto. El sencillo "A Small Victory" lo describen como "una canción que parece ir en Madama Buttlerfly, a través de Metallica y Nile Rodgers, que revela un centro de desarrollo en la combinación de elementos diferentes en asombrosas mezclas originales. Canciones como "Malpractice" y "Jizzlober" han sido denominadas como "art-damage death metal" y "rock apocalíptico que altera los nervios". Allmusic describe el álbum como "una obra maestra bizarra" y describe la voz como "más inteligente y lograda" en comparación a "The Real Thing".

## Tour
Faith No More comenzó el tour de promoción del disco a mediados de 1992, uniéndose al Use Your Illusion Tour de Guns N' Roses, junto a bandas como Soundgarden y Skid Row, la cual Roddy describió como "unas completas vacaciones europeas" debido a la liviana agenda de conciertos. Continuaron por Norteamérica, siendo teloneros en el Guns N' Roses/Metallica Stadium Tour. Luego giraron por Europa, pasando por Finlandia, Suecia, Dinamarca y Noruega, siete presentaciones en Alemania, República Checa, Austria, 3 más en Alemania, Bélgica, Países Bajos, Inglaterra, entre otros. La gira terminó en Warwickshire, Inglaterra, el 17 de julio de 1993.

## Lista de canciones
| N.º | Título                | Letras         | Música                         | Duración |  |
| 1.  | «Land of Sunshine»    | Patton         | Gould, Bottum                  | 3:44     |  |
| 2.  | «Caffeine»            | Patton         | Gould, Patton                  | 4:28     |  |
| 3.  | «Midlife Crisis»      | Patton         | Bottum, Bordin, Gould, Patton  | 4:21     |  |
| 4.  | «RV»                  | Patton         | Bottum, Patton, Gould          | 3:43     |  |
| 5.  | «Smaller and Smaller» | Patton         | Gould, Bordin, Bottum, Wallace | 5:11     |  |
| 6.  | «Everything's Ruined» | Patton, Gould  | Gould, Bottum, Patton          | 4:33     |  |
| 7.  | «Malpractice»         | Patton         | Patton                         | 4:02     |  |
| 8.  | «Kindergarten»        | Patton, Bottum | Gould, Martin                  | 4:31     |  |
| 9.  | «Be Aggressive»       | Bottum         | Bottum                         | 3:42     |  |
| 10. | «A Small Victory»     | Patton         | Gould, Bottum, Bordin, Patton  | 4:57     |  |
| 11. | «Crack Hitler»        | Patton         | Gould, Bottum, Bordin          | 4:39     |  |
| 12. | «Jizzlobber»          | Martin, Patton | Martin                         | 6:38     |  |
| 13. | «Midnight Cowboy»     | —              | Barry                          | 4:12     |  |

| Bonus |                                         |               |                       |          |  |
| N.º   | Título                                  | Letras        | Música                | Duración |  |
| 14.   | «Easy» (Sólo en el relanzamiento)       | Lionel Richie | Lionel Richie         | 3:04     |  |
| 15.   | «As the Worm Turns» (Bonus track Japón) | Mosley        | Bottum, Gould, Mosley | 2:39     |  |

## Personal
- Mike Patton: vocalista, samples, melódica (en "Midnight Cowboy")
- Jim Martin: guitarra
- Billy Gould: bajo
- Mike Bordin: batería
- Roddy Bottum: teclados, coros